# Karel Sartory
Karel Sartory (Amsterdam, 17 januari 1906 - 30 november 1981) was een Nederlands reclameman. Hij wordt beschouwd als een van de belangrijkste copywriters uit de Nederlandse reclamegeschiedenis. Hij is vooral invloedrijk geweest door het gebruik van parodie in de reclame.

## Jeugd en opleiding
Sartory werd geboren op 17 januari 1906 in Amsterdam. Zijn vader was diamanthandelaar, en de grootouders van zijn vaders kant waren afkomstig uit Italië. Sartory volgde de HBS en studeerde in Londen af als Bachelor of Science.

## Loopbaan
Na zijn studie kwam Sartory in dienst van AEG en vervolgens bij de elektro-technische maatschappij Weco. Hier werd hij met technische reclame  belast. In 1933 solliciteerde hij met succes bij reclamebureau DelaMar, destijds het grootste reclamebureau van Nederland. Hij schreef teksten voor campagnes voor Castella Scheerzeep (met illustraties van onder meer Eppo Doeve) en bedacht voor het sigarettenmerk Chief Whip de slagzin ‘Op ieders lip’. Daarnaast schreef hij korte verhalen in o.a. Het Volk en Elsevier. Als zijn grote voorbeeld beschouwde Sartory de Engelse copywriter Haslam Mills. In 1965 nam hij afscheid bij DelaMar. Sartory overleed op 30 november 1981.

## Betekenis
Sartory was een van de eerste Nederlandse copywriters in de reclame die werkte met het procedé van parodie. Het belangrijkste voorbeeld is de campagne voor Castella Scheerzeep, een product van Dobbelman uit Nijmegen, waarvoor hij de teksten schreef. Deze campagne bestond uit zogenaamde testimonials, waarin fictieve figuren hoog opgaven van de werking van de scheerzeep met het baardwekend recinit. De overdrijving was duidelijk. De testimonials waren een parodie op de Amerikaanse stripadvertenties voor merken als Lux en Colgate, waarin de gebruikers van deze producten hun leven ten gunste zagen veranderen dankzij het product. Over de campagne voor Castella Scheerzeep verscheen in 1990 het boek Eens was ik.